# Rádiós ébresztőóra
A rádiós ébresztőóra vagy rádiósóra olyan rádió-vevőkészülék, amely beépített órával rendelkezik, és képes egy előre beállított időpontban önműködően megszólalni, valamint sípoló ébresztőjelzést adni.

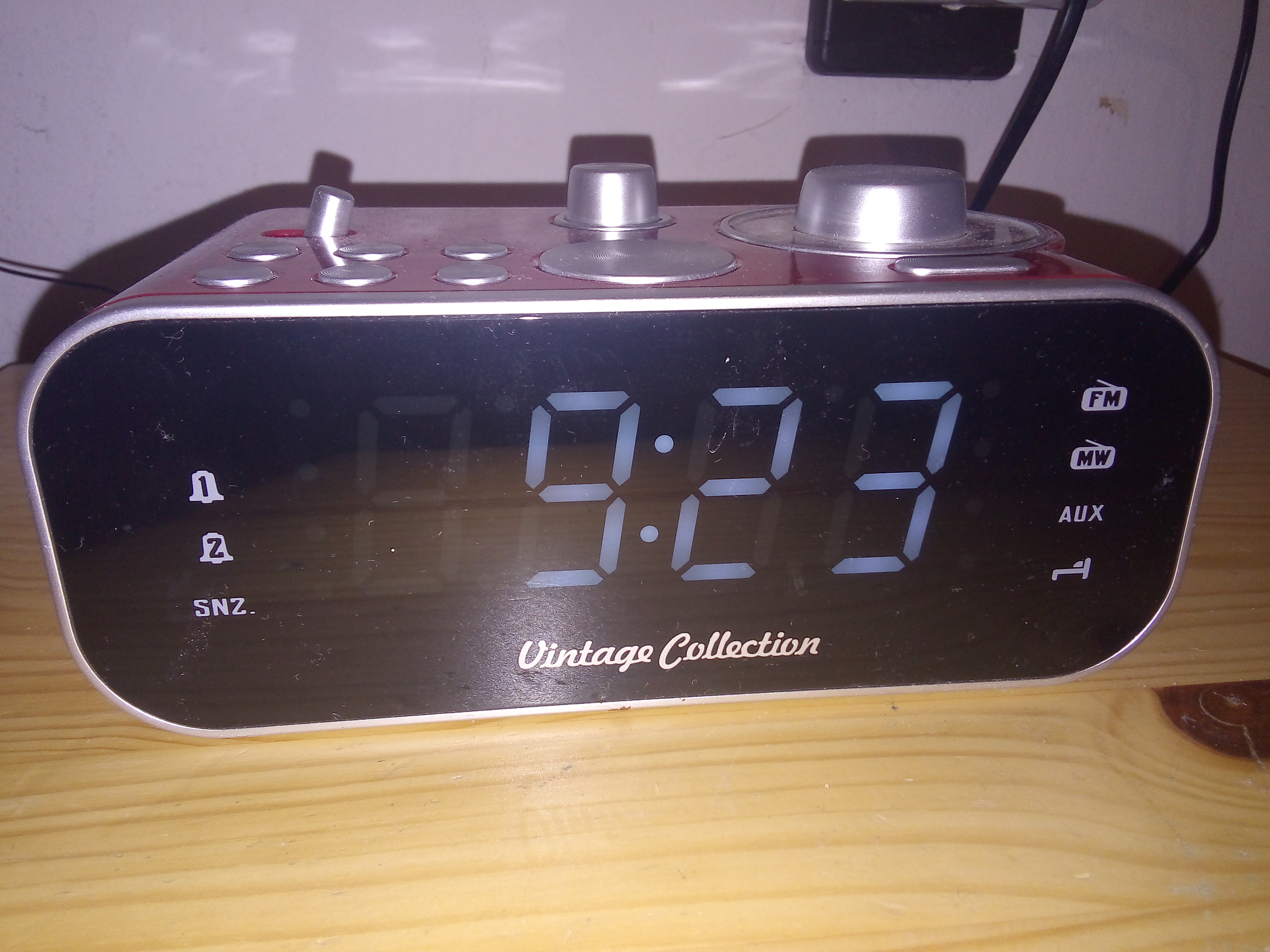
Muse M18-CR típusú rádiós ébresztőóra

## Története
A digitális órák megjelenésével egyidejűleg kezdték el gyártani a rádiós ébresztőórákat. A készülékek funkcionalitása az évtizedek alatt sem változott számottevően, azonban a technika fejlődésével egyre kisebbek lettek.

## Felépítése, működése
A hagyományos értelemben vett rádiós ébresztőórák hálózatról (230 V AC) működnek, azonban léteznek ébresztő funkcióval ellátott zsebrádiók is, amelyek elemmel vagy akkumulátorral működnek.  Rendelkeznek egy numerikus kijelzővel, amely alaphelyzetben a pontos időt mutatja, de különböző üzemhelyzetekben egyéb információkat is megjelenít, például az ébresztés időpontját, a jelzés módját vagy digitális turner esetén a rádiófrekvenciát. A kijelző fényereje egyes modelleknél állítható, másoknál fixált. A mai készülékek legtöbbje csak az FM 87,5-108 MHz sáv vételére alkalmas, de egyesek a középhullámú AM 531-1611 KHz sávot is fogják. Az FM antenna gyakorlatilag az összes ma kapható rádiósóra esetében egy műanyag borítású rézhuzal, az AM antenna pedig - amennyiben az adott készülék alkalmas a vételre - a készülékházban lévő vasmag. A turner típusa szerint analóg és digitális hangolású készülékeket különböztetünk meg. Manapság már főként digitális készülékek vannak, de gyártanak még analóg turnerrel is. Digitális hangolás esetén a frekvenciát váltani nyomógombok segítségével lehet, a készülékek képesek az automatikus hangolásra valamint csatornák elmentésére. Az analóg készülékeken a csatornakeresés egy kézi frekvenciaszabályozó segítségével történik, a mindenkori frekvencia közelítő értéke egy mutató segítségével egy skáláról olvasható le. Az egyéb kezelőszervek általában a következők: időbeállító gomb, pontos időt beállító gombok (óra és perc), ébresztéseket beállító gombok, szundi gomb, hangerő-szabályozó, sávváltó kapcsoló (dual band készülékeknél), fényerő-szabályozó (opcionális), időzített kikapcsolást beállító gomb (opcionális). Egyes készülékeken van USB port, így képesek mobiltelefonok töltésére, valamint hangfájlok lejátszására pendrive-ról. Az AUX IN bemenettel rendelkező készülékek bármilyen Jack-csatlakozóval ellátott eszköz külső hangszórójaként működni. Valamennyi rádiós ébresztőóra rendelkezik memóriaáramkörrel, amely működésekor áramszünet vagy a konnektorból való kihúzás esetén a készülék nem felejti el a pontos időt és beállításokat. Minden esetben 3 V egyenárammal működik, amelyet vagy két darab AAA elem vagy egy darab gombelem biztosít. A memóriaáramkör használata opcionális, akkor célszerű, ha a használat helyén sokszor van áramkimaradás, vagy ha a készüléket gyakran költöztetjük. 